# Astragalus lussiae
Astragalus lussiae är en ärtväxtart som beskrevs av Rza Jakhja Ogly Rzazade. Astragalus lussiae ingår i släktet vedlar, och familjen ärtväxter. Inga underarter finns listade i Catalogue of Life.